# Рабій Юліян
Юліян Євген Рабій (5 січня 1894, Самбір — 17 листопада 1982, Ютіка) — український адвокат, правник і громадський діяч.

## Життєпис
Син священика Франца Рабія. Народився в Самборі 5 січня 1894 року. У 1914 році навчався на першому році богослов'я на богословському факультеті Віденського університету.
Адвокат і громадський діяч у Самборі. Оборонець у політичних процесах. Організатор і засновник руханкових гнізд товариства «Сокіл» на Самбірщині, музичного товариства «Бандурист».
Автор монографії «Самбірська Богородиця» (1970) — про Чудотворну ікону Самбірської Богородиці, монографічного дослідження «Княжий город Самбір» і спогадів із війни та політичних процесів ОУН.
Жив у США. Помер 17 листопада 1982 року в м. Ютіка, штат Нью-Йорк.